# Bombardier CRJ-200
CRJ-200 (lub CRJ-440) – niewielki odrzutowiec pasażerski produkowany przez konsorcjum Bombardier. Jego konstrukcja oparta jest na konstrukcji samolotu Canadair Challenger 604. Samoloty tego typu służą, lub służyły, na prawie wszystkich kontynentach.

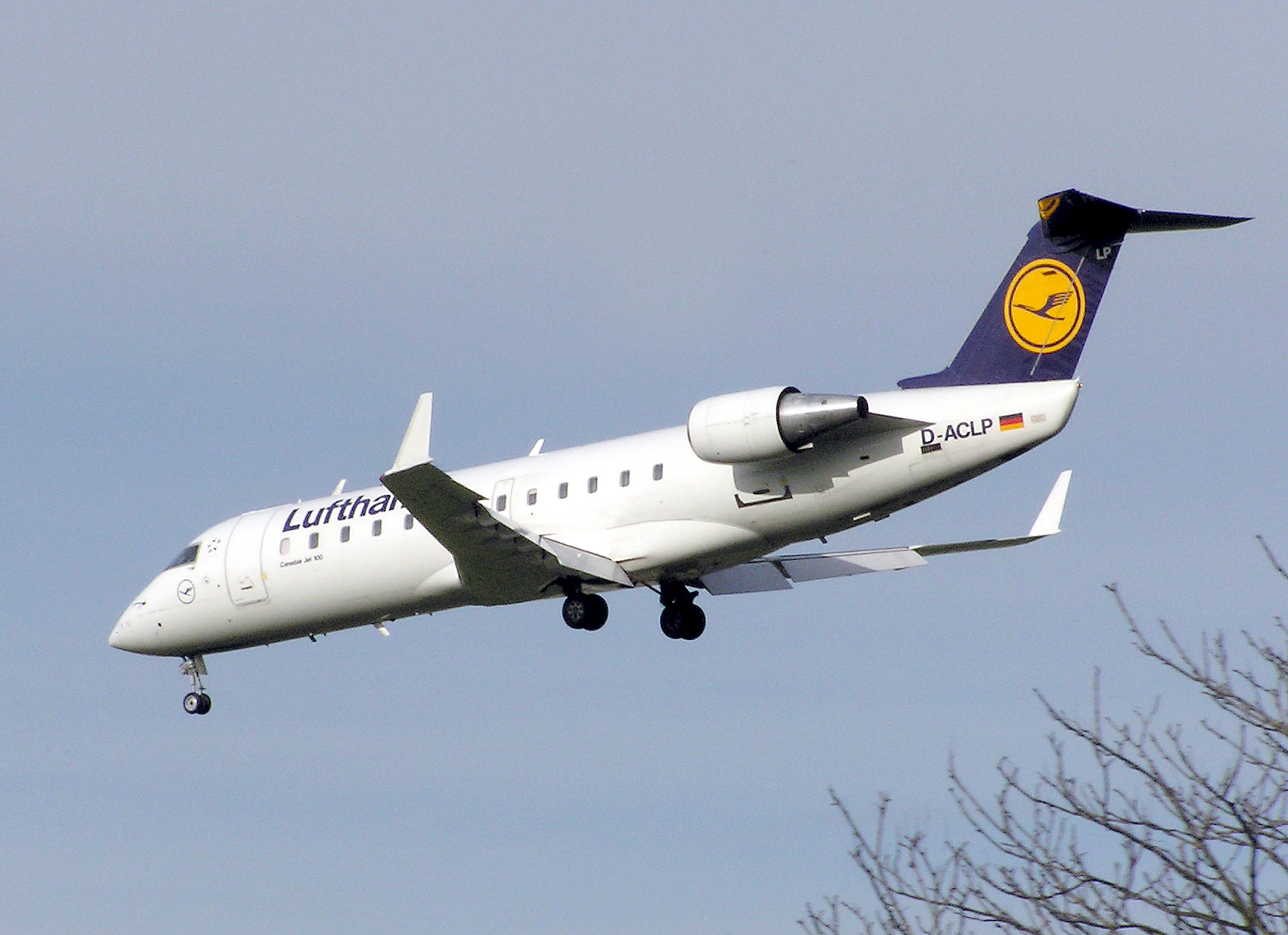
CRJ-200 linii Lufthansa

Prace projektowe rozpoczęły się w 1987. Pierwszy prototyp oblatano 10 maja 1991. Samolot nie występuje w wersji podstawowej, a wyłącznie w wersjach ER (Extended Range - o powiększonym zasięgu) i LR (Long Range - dalekiego zasięgu).
CRJ-200 jest modyfikacją typu CRJ-100. Posiada nowszą wersję silników. Istnieje kilka wariantów tego samolotu:
- Normalna: 12 rzędów foteli (od 1 do 12) w układzie 2+2 i rząd 13. w układzie 2+0 (z toaletą po prawej stronie). Dla załogi przeznaczono 5 miejsc: dwa fotele pilotów, 1 fotel obserwatora i 1 dla załogi obsługi pasażerów. Comair użytkuje wersje 40-miejscowe, stworzone, aby Comair nie kupił tańszych i mniejszych Embraer 135. Obie linie zakupiły wersje zabierające poniżej 50 pasażerów ze względów prawnych
- 50+5: inny wariant wersji 50-miejscowej tworzy dodanie dodatkowego fotela dla załogi obsługi pasażerów. Łącznie więc załoga może być 5 osobowa: 2 pilotów, 1 obserwator, 2 osoby obsługi
- PF (Package Freighter): samolot dostosowany do świadczenia usług kuriersko-transportowych, zapowiedziany przez producenta 3 sierpnia 2006.

Na modelu CRJ-200LR oparto konstrukcje biznesowego odrzutowca Bombardier Challenger 850.
CRJ-440 jest modyfikacją CRJ-200. W porównaniu do niego posiada mniejszą masę startową i zmniejszoną liczbę foteli pasażerskich (40 lub 44). Wyłącznym użytkownikiem tego wariantu samolotu są linie Northwest Airlink.

## Wypadki i katastrofy
- Katastrofa lotu Pinnacle Airlines 3701
- Katastrofa lotu China Eastern Airlines 5210
- Katastrofa lotu SCAT Airlines 760
- Katastrofa lotu West Air Sweden 294